# ジェームズ・キャッテル
ジェームズ・マッキーン・キャッテル（James McKeen Cattell、1860年5月25日 - 1944年1月20日）は、アメリカ合衆国の心理学者である。アメリカ初の心理学の教授であり、ケンブリッジ大学、ペンシルベニア大学を経て、コロンビア大学心理学科長を務めた。また、科学雑誌や出版物の編集者や出版者、特に『サイエンス』誌の編集者として長く活動した。1921年から1944年まで、サイエンスサービス（現在のSociety for Science & the Public(SSP)）の理事を務めた。
キャッテルが心理学の研究を始めた頃、多くの科学者は心理学のことを、良くても研究のマイナーな分野、最悪の場合は骨相学のような疑似科学としてとらえていた。キャッテルは、心理学について、学術として研究の価値がある、正当な科学としての地位を確立させた。彼が死去した時、『ニューヨークタイムズ』紙は「アメリカの科学の学監」と彼を称賛した。
19世紀当時、新大陸アメリカでの心理学は、アメリカ心理学の祖ウィリアム・ジェームズが、ドイツのヴィルヘルム・ヴントが開始した実験心理学を導入し、その上で心の機能的意味を強調するところから発展した。当時のアメリカの学生の多数がヴントの下で学び、帰米して、各地方に実験場を開設した。それで表面上はドイツ的であったが、内容はヴントよりむしろフランシス・ゴールトンに近いものであった。キャッテルは、そんなアメリカ心理学の指導者の一人で、個人差の研究に貢献した人物だった。彼の研究には反応時間の研究、連想時間の測定、読書時間、誤差の法則、mental testなどがあり、クラーク・ハル、エドワード・ソーンダイク、ジョン・B・ワトソンなどにも影響を与えた。
キャッテルは、第一次世界大戦へのアメリカの関与に対して、反対の姿勢を貫いたことでもよく知られている。彼が徴兵制に公然と反対したことでコロンビア大学は彼を解雇し、これは後に、評判の悪い信念を保護する手段として、多くのアメリカの大学がテニュア（終身在職権）を確立する動きにつながった。

## 若年期
1860年にペンシルバニア州イーストンで裕福で名家の長男として生まれた。彼の父、ウィリアム・キャサディ・キャッテルは長老派の牧師で、ジェームズの誕生後まもなく、イーストンのラファイエット大学の学長に就任した。父ウィリアムは1859年にエリザベス・ "リジー"・マッキーンと結婚し、リジーが相続していた多額の遺産を共有していた。この家族の成功の背景には、財力の他に政治的なものもあった。ジェームズの伯父（ウィリアムの兄）のアレクサンダー・ギルモア・キャッテルは、ニュージャージー州選出の上院議員だった。
1876年に16歳でラファイエット大学に入学し、4年後に首席で卒業した。1883年に、ラファイエット大学の修士課程を首席で修了し、修士号(M.A.)を授与された。後に心理学者としての名声を受けることになる彼だが、ラファイエット大学ではイギリス文学に熱中し、また、数学の顕著な才能を示した。キャッテルは、ラファイエット大学在学中に、文献学者のフランシス・マーチに大きな影響を受けたと後に述べている。
修士号取得後はドイツに留学し、ライプツィヒ大学で「実験心理学の父」ヴィルヘルム・ヴントに出会って、彼は天職を見つけた。また、ゲッティンゲン大学でヘルマン・ロッツェに師事し、ロッツェに関する論文でジョンズ・ホプキンス大学のフェローシップを得て、1882年10月にドイツを離れた。このフェローシップは更新されず、翌年にはヴントの助手としてライプツィヒに戻った。
ヴントとキャッテルとの共同研究は非常に生産的で、知能についての体系的な研究を確立するのに貢献した。キャッテルはヴントの指導の下で、心理学の分野で論文を公開した最初のアメリカ人となった。彼のドイツ語の論文のタイトルは、Psychometrische Untersuchungen（心理学的調査）だった。この論文は1886年にライプツィヒ大学で受理された。キャッテルは、当時は合法だった薬物・ハシシの摂取を通じて、自分自身の心の内部を探求しようとし、物議を醸した。この薬物の影響下で、キャッテルは小学生の口笛を交響楽団に例えたことがある。

## 学術的なキャリア
1886年にドイツでヴントの指導の下でPh.D.を取得した後、イギリスのケンブリッジ大学で講師を務め、セント・ジョンズ・カレッジのフェローとなった。時折アメリカを訪れ、ブリンマー大学とペンシルバニア大学で講義を行った。1889年にアメリカに戻ってペンシルバニア大学の心理学教授に就任し、1891年にはコロンビア大学に移り、心理学・人類学・哲学の学科長に就任した。1895年にはアメリカ心理学会の会長に就任した。
キャッテルは、キャリアの最初の頃から、化学や物理学などの自然科学と同じように、心理学を研究する価値のある分野として確立するために努力してきた。実際彼は、さらに調査を進めれば、知能そのものが標準的な測定単位によって解析可能であることがいずれ明らかになると信じていた。彼はまた、ヴィルヘルム・ヴントとフランシス・ゴルトンの研究手法をアメリカに持ち帰り、アメリカでの精神検査の取り組みを確立した。
1917年、キャッテルと英語教授のヘンリー・ワズワース・ロングフェロー・デイナ（ヘンリー・ワズワース・ロングフェローとリチャード・ヘンリー・デイナの孫）は、第一次世界大戦中のアメリカの徴兵政策に反対したとして、コロンビア大学を解雇された。数年後、彼は大学を訴え、年金を獲得した。
1921年、彼は和解で得たお金を使って、応用心理学の分野への興味を育むためにサイコロジカル・コーポレーション（The Psychological Corporation。現在のハーコート・アセスメント）を設立した。彼が心理学をどのように応用するかを説明することができなかったため、この組織は失敗に終わり、応用心理学の経験を持つ他の心理学者たちに引き継がれた。彼は自分の雑誌を創刊し、その刊行を行うためのサイエンス・プレス社を設立した。その後、1944年にペンシルバニア州ランカスターで亡くなるまで、雑誌編集の仕事を続けた。

## 優生学の信念
当時の多くの著名な科学者や学者と同様に、キャッテルの思想は優生学の影響を受けていた。ここでいう優生学とは、「集団の遺伝的構成を改善することを目的とした実践を提唱する応用科学や生物社会運動であり、通常は人間の集団に対して使用されるもの」と定義されている。キャッテルの優生学の信念は、チャールズ・ダーウィンの研究に強く影響を受けたものである。ダーウィンの進化論は、「個人の差異の心理学」を研究する動機づけとなった。
彼の優生学の信念に関連して、キャッテル自身の研究により、科学者はその父親が聖職者か教授である確率が高いことが判明した。ちなみに、キャッテルの父親は聖職者であり教授だった。
キャッテルは、自身が「継承された能力」を持っていると信じていたが、彼はまた、環境による影響に関して、次のように述べている。「太陽の下で誕生したのは私の幸運だった。かなりよく（良い遺伝子を）配合した遺伝資源は、それが反応するために異常に適合していた状況に会った」。キャッテルは、優生学の信念に基づき、自分の子供が大学教授や学術専門家の子孫と結婚した場合に1000ドルを贈った。

## メンタルテスト
個人差に関するキャッテルの研究は、アメリカにおける実験技術の導入と実験方法の重要性を強調する上で重要な役割を果たした。彼のメンタルテストの始まりは、ライプツィヒで、独自に行った「単純な精神過程」の測定である。1883年から1886年までの間に、キャッテルは、人間の反応時間率と個人差についての9つの論文を発表した。キャッテルは、ペンシルバニア大学教授のときに、学生ボランティアに一連の10のテストを実施し、初めて「メンタルテスト」という用語を一般的な用語として導入した。このテストは、感覚、反応時間、人間の記憶力のスパン、移動速度の測定を含む一連のテストである。コロンビア大学に移籍後、一連のテストは、全ての新入生を対象として強制的に行われた。キャッテルは、このメンタルテストにより知能が測定できていると信じていたが、キャッテルの教え子のクラーク・ワイスラーが1901年に、キャッテルのテストの得点と学業成績の間に統計的な関係がないことを証明した。このテストは最終的に、アルフレッド・ビネーの知能検査の開発に影響を与えなかった。

## 雑誌編集
キャッテルは科学雑誌の発行と編集に関与したことでも知られている。彼は雑誌の保有と発行に関わりすぎて、研究の生産性が低下してしまった。
彼は1894年にジェームズ・マーク・ボールドウィンとともに『サイコロジカル・レビュー』誌を創刊した。また、『サイエンス』誌を買収し、それから5年で、アメリカ科学振興協会の公式出版物とした。1900年には、D・アップルトン・カンパニーから『月刊ポピュラーサイエンス』誌を買収した。1915年に売却し、通俗科学誌となって今日まで続いている。その後彼は、『月刊ポピュラーサイエンス』の学術的な伝統を引き継ぐ『サイエンティフィック・マンスリー』を創刊した。
キャッテルは、『サイエンス』誌の編集者を約50年務めた。その間、彼は心理学の実証的研究について雑誌で目立つように取り上げることで、科学としての心理学を促進させた。科学としての心理学の発展に与えた彼の影響について、ルディ・T・ベンジャミンは「古い科学の中で心理学の知名度と地位を大幅に高めたことは否定できない」と書いている:56。

## 懐疑主義
キャッテルは、超常現象の主張や心霊主義に懐疑的だった。彼は霊媒師レオノーラ・パイパーを詐欺師だと退けた。彼は『サイエンス』誌上で、心理学者のウィリアム・ジェームズとパイパーをめぐる論争に巻き込まれた。彼は、ジェームズが超心理学の研究を支持していることに異議を唱えた。ジェームズへの手紙の中で、彼は「心霊現象研究協会は、心理学を傷つける多くのことをしている」と書いている。

## 家族
1888年に英国商人の娘ジョセフィン・オーウェンと結婚し、7人の子供を儲けた。子供たちは、両親が講師となって自宅で大学前教育を受けた。家族全員がキャッテルの雑誌編集に関わっている。
娘のサイキ・キャッテル（1893年生まれ）は、父の跡を継ぎ、児童心理学の実践を確立し、幼児の知能を評価するためのテストを開発した。